# Arnøyhamn
Arnøyhamn es un poblado del municipio de Skjervøy en la provincia de Troms, Noruega. Se localiza en la zona sur de la isla de Arnøya y a 5 km al este de Akkarvik. Es sede de la iglesia de Arnøy.